# Паркия Клаппертона
Паркия Клаппертона (лат. Parkia biglobosa) — один из видов паркии семейства бобовых.

## Ареал
Ареал произрастания — саванны, сахель и судан Центральной и Западной Африки. Встречается от ЦАР до Сенегала, реже на Востоке. Вид интродуцирован в Индии.

## Описание вида
Паркия Клаппертона — листопадное многолетнее дерево высотой 7-20 м, иногда может достигать 30 м. Кора — толстая, тёмная, серо-коричневых оттенков, хорошо устойчива к огню.
Стручки дерева, обычно называемые рожковыми бобами, вначале розовые, а при полном созревании становятся тёмно-коричневыми. В среднем длина стручка около 30-35 см, иногда до 45 см, в каждом до 30 семян в сладкой мучнистой жёлтой мякоти.
Мякоть плодов, листья и семена употребляются местными животными и птицами. Цветки, богатые нектаром, привлекают пчёл.

## Применение
В Западной Африке кора, корни, листья, цветы, плоды и семена обычно используются в традиционной медицине для лечения самых разных заболеваний, как внутренних, так и внешних, иногда в сочетании с другими лекарственными растениями.
Жёлтая мякоть, содержащая семена, является ценной углеводной пищей. Семена перерабатываются в приправу. Мякоть также используется для приготовления спиртных напитков.
Плоды, листья и семена также используются как корм скоту.
Ежегодное производство семян в Северной Нигерии оценивается примерно в 200 тыс.тн.

## Галерея

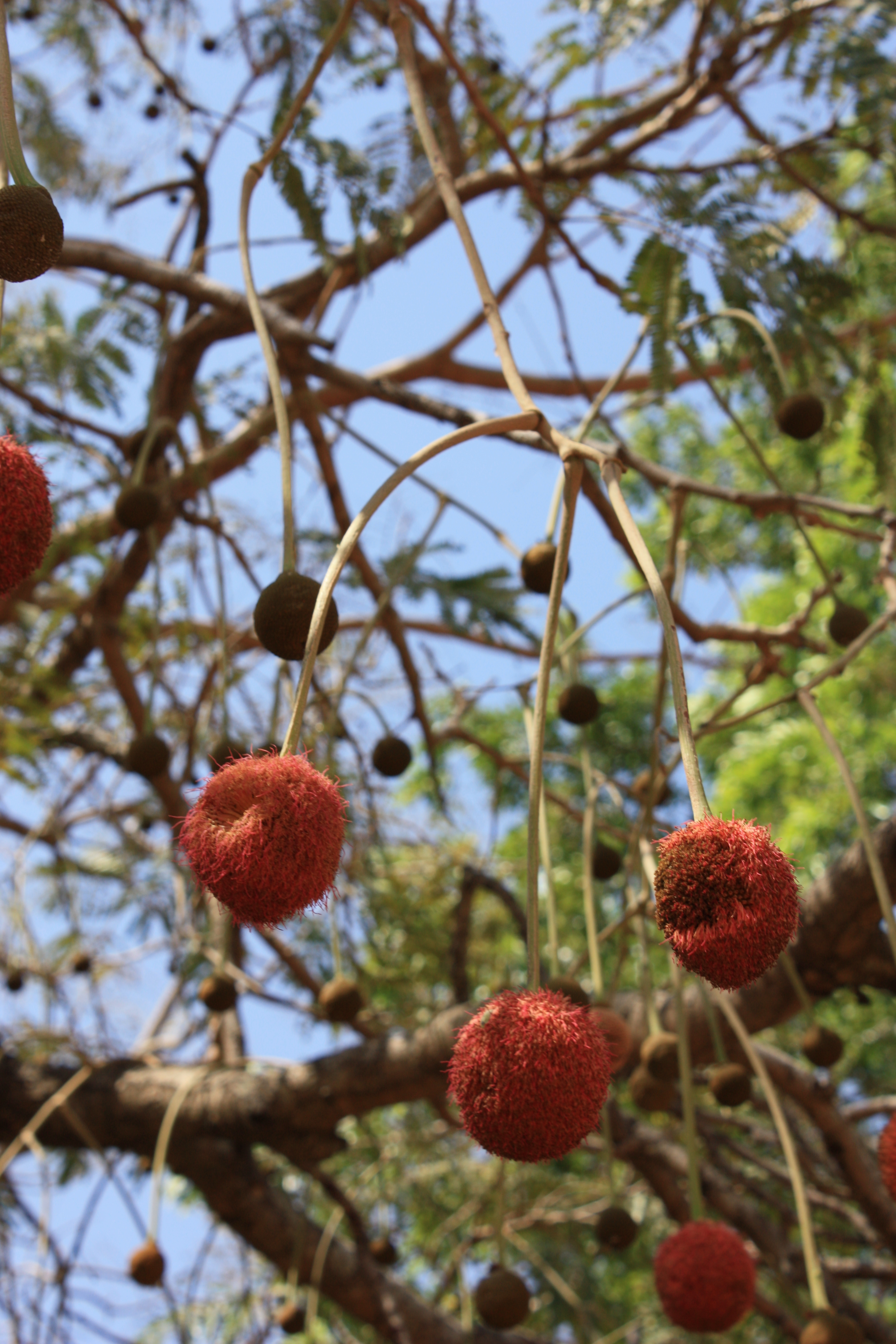
Соцветия
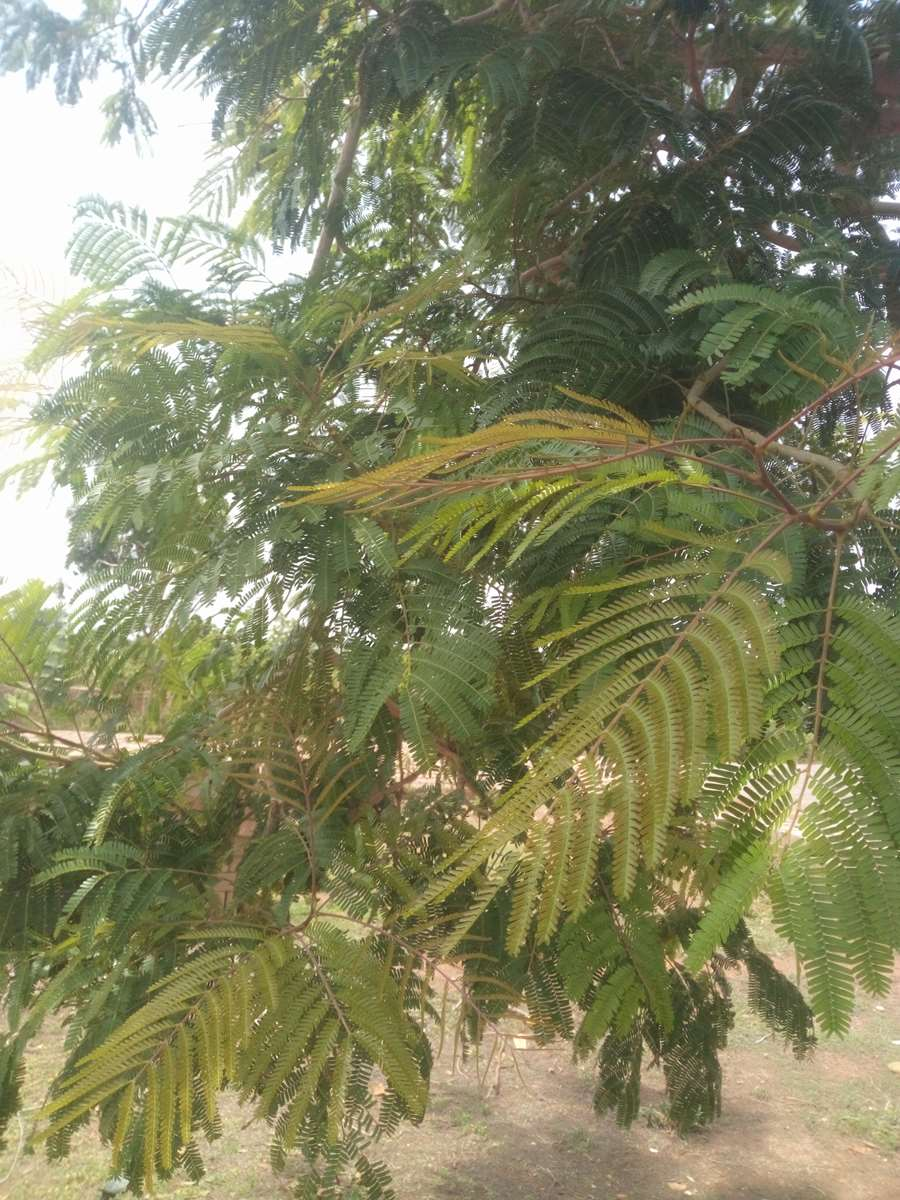
Листва
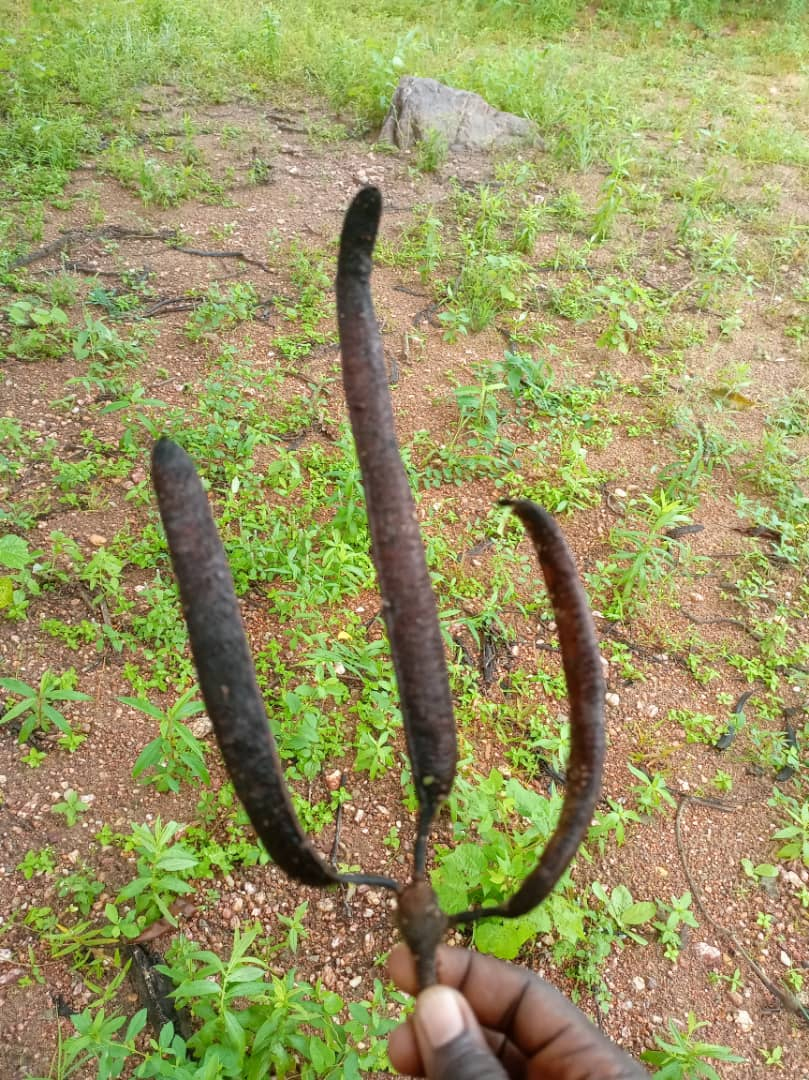
Стручки паркии
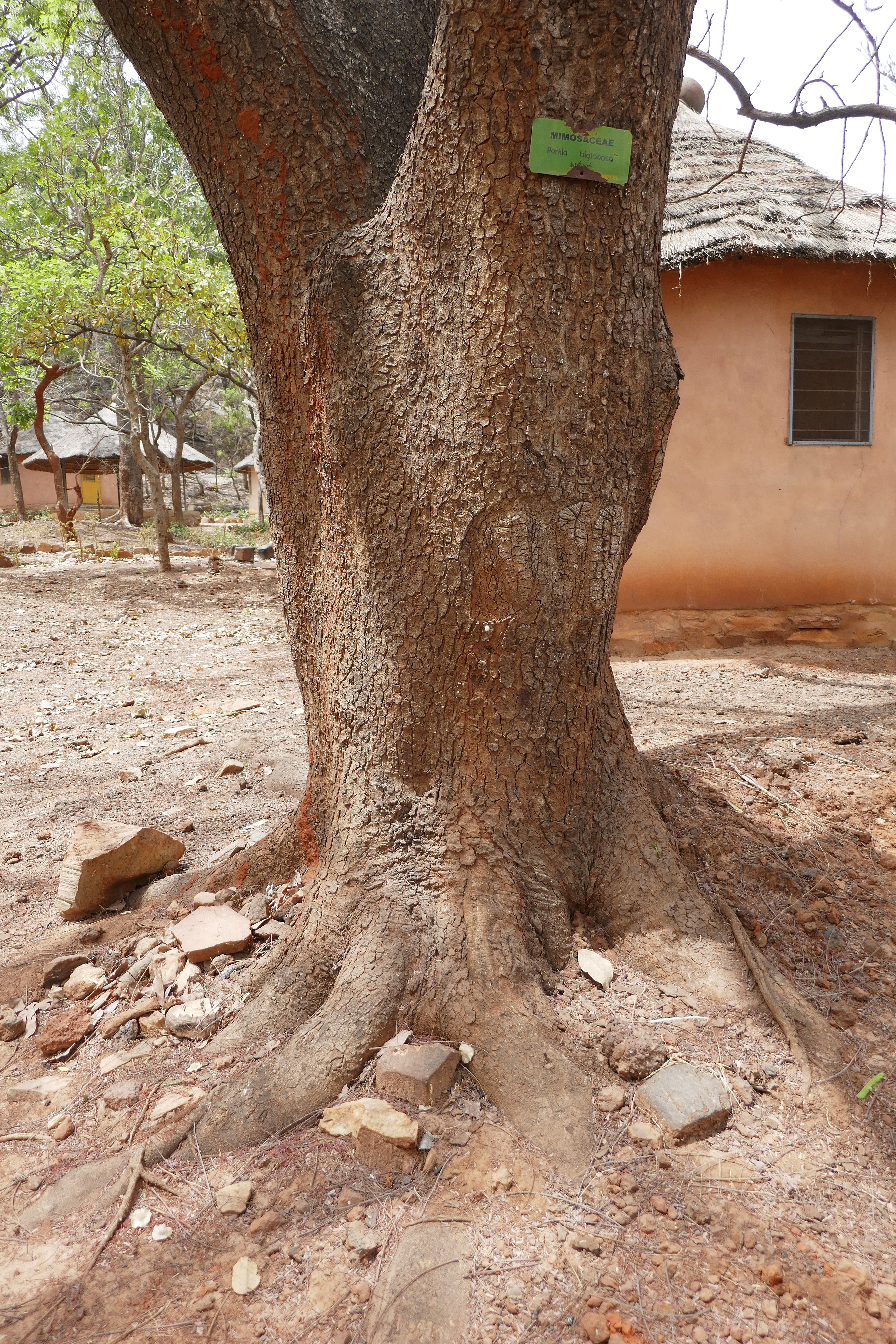
Ствол взрослого дерева